# ファリア・アブドゥッラー
ファリア・アブドゥッラー（Faria Abdullah、1997年6月21日 - ）は、インドのテルグ語映画で活動する女優。

## 生い立ち
ハイデラバードで暮らすサンジャイ・アブドゥッラーとコウサル・スルターナーの娘として生まれた。生家はヒンディー語・ウルドゥー語話者の家庭であり、ファリア・アブドゥッラーは女優の道に進むために数年間テルグ語を学んでいる。

## キャリア
舞台女優として活動を始め、2021年に『Jathi Ratnalu』で映画デビューする。同作への出演は、ロヨラ大学シカンダラーバード校に進学してマスコミュニケーション学を専攻していたころ、学内で開催されたイベントに招待されたナーグ・アシュウィンから映画出演を持ちかけられ、オーディションを受けたことがきっかけだったと語っている。彼女の演技について『ザ・ヒンドゥー』は「ファリアの存在感はスクリーンの中で際立っており、3人の主演男優にも引けを取らないほどだ」と評価しており、南インド国際映画賞 テルグ語映画部門新人女優賞にノミネートされた。また、2023年には『シネマ・エクスプレス』の取材に応じ、世間の自分に対するイメージが『Jathi Ratnalu』で演じたチッティ役の影響を強く引きずっていると語っている。その後は『Like, Share & Subscribe』『Ravanasura』に出演し、2023年にはヒンディー語ウェブドラマ『The Jengaburu Curse』で主演を務めた。2024年には『Mathu Vadalara 2』でシュリー・シンハー・コドゥリと共演している。

## フィルモグラフィー

### 映画
| 年   | 作品                    | 役名                     | 備考                                    | 出典   |
| ---- | ----------------------- | ------------------------ | --------------------------------------- | ------ |
| 2021 | Jathi Ratnalu           | シャミリ（チッティ）     |                                         | [ 15 ] |
| 2021 | Most Eligible Bachelor  | ミーナクシ               | ゲスト出演                              | [ 16 ] |
| 2022 | Bangarraju              | ブッジ                   | 「Vaasivaadi Tassadiyya」歌曲シーン出演 | [ 17 ] |
| 2022 | Like, Share & Subscribe | ヴァースダ               |                                         | [ 18 ] |
| 2023 | Ravanasura              | カナカ・マハーラクシュミ |                                         | [ 19 ] |
| 2024 | Aa Okkati Adakku        | シッディ                 |                                         | [ 20 ] |
| 2024 | カルキ 2898-AD          | 踊り子ピーコック         | 「Ta Takkara」歌曲シーン出演            | [ 21 ] |
| 2024 | Mathu Vadalara 2        | ニディ警部               | 「Drama Nakko Mama」の作詞・歌手兼務    | [ 22 ] |

### ウェブシリーズ
| 年   | 作品                | 役名                       | 配信      | 言語         | 備考 | 出典   |
| ---- | ------------------- | -------------------------- | --------- | ------------ | ---- | ------ |
| 2017 | Nakshatra           | ナクシャトラ               | YouTube   | テルグ語     |      |        |
| 2023 | The Jengaburu Curse | プリヤンヴァーダー・ダース | ソニーLIV | ヒンディー語 |      | [ 23 ] |

## 受賞歴
| 年                           | 部門                       | 作品                 | 結果               | 出典               |
| 南インド国際映画賞           | 南インド国際映画賞         | 南インド国際映画賞   | 南インド国際映画賞 | 南インド国際映画賞 |
| ---------------------------- | -------------------------- | -------------------- | ------------------ | ------------------ |
| 2022年                       | テルグ語映画部門新人女優賞 | 『Jathi Ratnalu』    | ノミネート         | [ 24 ] [ 25 ]      |
| IIFAウトサヴァム             |                            |                      |                    |                    |
| 2024年                       | テルグ語映画部門助演女優賞 | 『Ravanasura』       | ノミネート         | [ 26 ]             |
| テランガーナ・ガッダル映画賞 |                            |                      |                    |                    |
| 2025年                       | 特別賞                     | 『Mathu Vadalara 2』 | 受賞               | [ 27 ]             |